# الساعة الناطقة (تونس)
الساعة الناطقة توجد في تونس على الأقل منذ الخمسينيات. كانت في الأول متاحة عبر الرقم الهاتفي 1911، ثم باللغة العربية على الرقم 1299 (199 حتى 2001) وبالفرنسية على الرقم 1291 (191 حتى 2001).

النص العربي كتب في الستينات من قبل الشاعر مصطفى خريف، وقرأ من قبل الصحفي والذي أصبح دبلوماسي لاحقا حمادي الصيد. الصوت الفرنسي لم يكن سوى أخت هذا الأخير، رفيقة الصيد.

## النص
| الساعة الناطقة (تونس) | عند الإشارة تكون (الساعة)، (الدقيقة)، (الثانية) | الساعة الناطقة (تونس) |

وهكذا يعلن الوقت عبر إشارة كل عشرة ثواني.

## مقالات ذات صلة
- ساعة ناطقة